# Grand Prix-wegrace van Spanje 1982
De Grand Prix-wegrace van Spanje 1982 was de vierde race van het wereldkampioenschap wegrace voor motorfietsen in het seizoen 1982. De races werden verreden op 23 mei 1982 op het Circuito Permanente del Jarama nabij Madrid.

## Algemeen
Tien dagen voor de Spaanse Grand Prix werd er door Suzuki al getraind in Jarama, maar er waren toen al veel valpartijen, o.a. van Randy Mamola. Tijdens de normale trainingen ging het ook niet goed met de Suzuki-coureurs met valpartijen van (opnieuw) Mamola, maar ook van Loris Reggiani, die een hiel en een pols brak. Virginio Ferrari was na een trainingsval in de Verenigde Staten al geblesseerd geraakt. Zo was Jack Middelburg de snelste Suzuki-man in de kwalificatie, met dezelfde (tweede) tijd als Kenny Roberts. Voor de 250cc-klasse reed Jean-François Baldé veruit de snelste tijd, maar hij viel over een oliespoor en kneusde een wervel. Ook Martin Wimmer en Siegfried Minich raakten zodanig geblesseerd dat ze niet konden starten. Ricardo Tormo brak een pink, maar kon toch starten. De organisatie was nu in handen van de Real Automóvil Club de España, die voor een betere promotie had gezorgd en 60.000 toeschouwers wist te trekken.

## 500 cc
Op de veertiende startplaats in Jarama stond Ángel Nieto met de reserve-Honda NS 500 van Marco Lucchinelli. Deze (eenmalige) geste van Honda had Nieto te danken aan koning Juan Carlos, die ervoor zorgde dat de Spaanse importbeperkingen op Honda-motorfietsen werden opgeheven. Omdat Jarama een echt stuurcircuit was, verwachtte men een goede prestatie van de Honda's en inderdaad startte Freddie Spencer als snelste en hij bouwde een kleine voorsprong op, tot in de zevende ronde een bobinekabel brak en hij moest stoppen. Kenny Roberts nam de leiding over om ze niet meer af te staan. Barry Sheene moest zich tevreden stellen met de tweede plaats terwijl Franco Uncini Jack Middelburg passeerde en derde werd. Middelburg, die dezelfde trainingstijd als Roberts had gereden, wilde zijn vierde plaats vasthouden, maar de bouten uit zijn achtertandwiel braken af en hij viel uit. Daarna was het een saaie race: in de tweede helft veranderden de eerste zes posities niet meer. Graziano Rossi had nu ook een Yamaha OW 60, maar hij viel in de eerste ronde, uitgeschakeld omdat zijn naamgenoot Seppo Rossi hem in zijn val had meegenomen.

### Uitslag 500 cc
| Pos | Coureur           | Merk               | Tijd        | Grid | Punten |
| --- | ----------------- | ------------------ | ----------- | ---- | ------ |
| 1   | Kenny Roberts     | Yamaha             | 57:08.040   | 2    | 15     |
| 2   | Barry Sheene      | John Player-Yamaha | +8.250      | 5    | 12     |
| 3   | Franco Uncini     | Gallina-Suzuki     | +13.750     | 4    | 10     |
| 4   | Graeme Crosby     | Marlboro-Yamaha    | +45.540     | 6    | 8      |
| 5   | Marco Lucchinelli | RSC-Honda          | +53.620     | 8    | 6      |
| 6   | Takazumi Katayama | RSC-Honda          | +1:17.880   | 10   | 5      |
| 7   | Marc Fontan       | Sonauto-Yamaha     | +1 ronde    | 12   | 4      |
| 8   | Víctor Palomo     | Suzuki             | +1 ronde    | 18   | 3      |
| 9   | Kork Ballington   | Kawasaki           | +1 ronde    | 11   | 2      |
| 10  | Guido Paci        | Yamaha             | +1 ronde    | 15   | 1      |
| 11  | Lorenzo Ghiselli  | Suzuki             | +1 ronde    | 20   |        |
| 12  | Philippe Coulon   | Suzuki             | +1 ronde    | 25   |        |
| 13  | Steve Parrish     | Yamaha             | +1 ronde    | 22   |        |
| 14  | Peter Sjöström    | Suzuki             | +1 ronde    | 27   |        |
| 15  | Bengt Slydal      | Suzuki             | +1 ronde    | 24   |        |
| 16  | Franck Gross      | Suzuki             | +2 ronden   | 23   |        |
| 17  | Jean Lafond       | Fior               | +2 ronden   | 26   |        |
| 18  | Carlos Morante    | Suzuki             | +2 ronden   | 31   |        |
| 19  | Marco Greco       | Suzuki             | +2 ronden   | 30   |        |
| DNF | Seppo Rossi       | Suzuki             | Val         | 9    |        |
| DNF | Marco Papa        | Suzuki             |             | 28   |        |
| DNF | Guy Bertin        | Sanvenero          |             | 29   |        |
| DNF | Freddie Spencer   | RSC-Honda          | Ontsteking  | 1    |        |
| DNF | Bernard Fau       | Suzuki             |             | 19   |        |
| DNF | Sergio Pellandini | Suzuki             |             | 17   |        |
| DNF | Michel Frutschi   | Sanvenero          | Ketting     | 13   |        |
| DNF | Jack Middelburg   | Ergon-Suzuki       | Aandrijving | 3    |        |
| DNF | Graziano Rossi    | Marlboro-Yamaha    | Val         | 21   |        |
| DNF | Ángel Nieto       | RSC-Honda          | Val         | 14   |        |
| DNF | Randy Mamola      | HB-Suzuki          | Carburatie  | 7    |        |
| DNS | Loris Reggiani    | Gallina-Suzuki     | Blessure    | 16   |        |
| DNQ | Virginio Ferrari  | HB-Suzuki          | Blessure    |      |        |
| DNQ | Carlos Morante    | Suzuki             |             |      |        |
| DNQ | Boet van Dulmen   | Suzuki             | Blessure    |      |        |

### Top tien WK-tussenstand 500 cc
| Pos. | Coureur           | Motorfiets         | Ptn. |
| ---- | ----------------- | ------------------ | ---- |
| 1    | Kenny Roberts     | Yamaha             | 40   |
| 2    | Barry Sheene      | John Player-Yamaha | 36   |
| 3    | Franco Uncini     | Gallina-Suzuki     | 33   |
| 4    | Graeme Crosby     | Marlboro-Yamaha    | 16   |
| 5    | Michel Frutschi   | Sanvenero          | 15   |
| 6    | Takazumi Katayama | RSC-Honda          | 12   |
| 6    | Marco Lucchinelli | RSC-Honda          | 12   |
| 6    | Franck Gross      | Suzuki             | 12   |
| 9    | Steve Parrish     | Yamaha             | 10   |
| 9    | Freddie Spencer   | RSC-Honda          | 10   |

## 250 cc
In Spanje waren Carlos Lavado en Toni Mang nog steeds boos op Jean-François Baldé, die in Frankrijk de rijdersstaking doorbroken had om zijn eigen sponsors en fans niet teleur te stellen. De snelste start was voor Roland Freymond met zijn nieuwe MBA, gevolgd door Didier de Radiguès en Baldé. Die laatste nam de leiding al snel over terwijl De Radiguès grote moeite moest doen om hem te volgen. Terwijl de Kawasaki van Baldé uitstekend liep had Toni Mang de juiste afstelling van zijn machine nog steeds niet gevonden: hij had zichzelf slechts als tiende gekwalificeerd. Mang moest dan ook hard werken om aansluiting te vinden bij een groep met Jean-Louis Guignabodet, Donnie Robinson, Lavado, Marcellino Garcia, Paolo Ferretti en Jean-Louis Tournadre. Tournadre was na een fout in de tweede ronde teruggevallen in het achterveld, maar vocht zich weer naar voren. In de achttiende ronde viel eerst Baldé terwijl hij aan de leiding lag, en even later ook De Radiguès, die daarbij zijn linkervoet brak. Zo kreeg Lavado de overwinning in de schoot geworpen. Tournadre werd tweede en Mang derde.

### Uitslag 250 cc
| Pos | Coureur                | Merk                 | Tijd          | Grid | Punten |
| --- | ---------------------- | -------------------- | ------------- | ---- | ------ |
| 1   | Carlos Lavado          | Yamaha               | 49:58.190     | 6    | 15     |
| 2   | Jean-Louis Tournadre   | Yamaha               | +10.450       | 4    | 12     |
| 3   | Toni Mang              | Kawasaki             | +15.960       | 10   | 10     |
| 4   | Jacques Bolle          | Yamaha               | +18.760       | 9    | 8      |
| 5   | Donnie Robinson        | Spondon-Yamaha       | +19.450       |      | 6      |
| 6   | Jean-Louis Guignabodet | Kawasaki             | +20.230       |      | 5      |
| 7   | Antonio Neto           | Yamaha               | +20.450       | 8    | 4      |
| 8   | Jeffrey Sayle          | Armstrong-Rotax      | +42.280       |      | 3      |
| 9   | Christian Sarron       | Yamaha               | +42.500       |      | 2      |
| 10  | Mar Schouten           | Yamaha               | +54.460       | 20   | 1      |
| 11  | Edoardo Alemán         | Yamaha               | +54.660       |      |        |
| 12  | Franco Marcheggiani    | Yamaha               | +1:03.890     |      |        |
| 13  | Tony Head              | Waddon-Rotax         | +1:04.350     |      |        |
| 14  | Pierre Bolle           | Yamaha               | +1:05.650     |      |        |
| 15  | Gabriel Grabia         | Yamaha               | +1:14.920     |      |        |
| 16  | Pierluigi Aldrovandi   | Yamaha               | +1:27.300     |      |        |
| 17  | Enrique de Juan        | Yamaha               | +1 ronde      |      |        |
| 18  | Bruno Lüscher          | Yamaha               | +1 ronde      |      |        |
| DNQ | Patrick Fernandez      | Bimota-Bartol        |               |      |        |
| DNS | Martin Wimmer          | Spondon-Yamaha       | Blessure      | 2    |        |
| DNS | Siegfried Minich       | Yamaha               | Blessure      |      |        |
| DNF | Jean-François Baldé    | Kawasaki             | Val           | 1    |        |
| DNF | Didier de Radiguès     | Chevallier-Yamaha    | Val           | 3    |        |
| DNF | Roland Freymond        | MBA                  | Schakelpedaal | 5    |        |
| DNF | Paolo Ferretti         | MBA                  |               | 7    |        |
| DNF | Jacques Cornu          | Yamaha               | Vastloper     |      |        |
| DNF | Marcelino Garcia       | Onbekend             | Val           |      |        |
| DNF | Richard Schlachter     | Ehrlich-Waddon-Rotax | Val           |      |        |

### Top tien WK-tussenstand 250 cc
| Pos. | Coureur                | Motorfiets      | Ptn. |
| ---- | ---------------------- | --------------- | ---- |
| 1    | Jean-Louis Tournadre   | Yamaha          | 27   |
| 2    | Carlos Lavado          | Yamaha          | 15   |
| 3    | Jeffrey Sayle          | Armstrong-Rotax | 13   |
| 4    | Jean-François Baldé    | Kawasaki        | 12   |
| 5    | Toni Mang              | Kawasaki        | 10   |
| 5    | Jean-Louis Guignabodet | Kawasaki        | 10   |
| 7    | Roland Freymond        | MBA             | 8    |
| 7    | Jacques Bolle          | Yamaha          | 8    |
| 9    | Jacques Cornu          | Yamaha          | 6    |
| 9    | Donnie Robinson        | Spondon-Yamaha  | 6    |

## 125 cc
Hans Müller startte in Spanje als snelste, nadat August Auinger al in de opwarmronde gestopt was met een gebroken ketting. Na drie ronden nam Ángel Nieto de leiding over, maar zoals wel vaker was die van plan een toneelstukje op te voeren om de indruk te wekken dat er enige spanning in de strijd was. Iván Palazzese mocht de leiding nemen, en daarna Pier Paolo Bianchi. Die laatste reed met een kapotte machine de pit binnen en acht ronden voor het einde viel ook Palazzese uit. Nieto stuurde daarop teamgenoot Eugenio Lazzarini naar voren, maar die moest uiteindelijk genoegen nemen met de tweede plaats.

### Uitslag 125 cc
| Pos | Coureur              | Merk       | Tijd      | Punten |
| --- | -------------------- | ---------- | --------- | ------ |
| 1   | Ángel Nieto          | Garelli    | 47:09.860 | 15     |
| 2   | Eugenio Lazzarini    | Garelli    | +0.210    | 12     |
| 3   | Pierluigi Aldrovandi | MBA        | +5.980    | 10     |
| 4   | Hans Müller          | MBA        | +6.990    | 8      |
| 5   | Jean-Claude Selini   | MBA        | +19.810   | 6      |
| 6   | Johnny Wickström     | MBA        | +22.230   | 5      |
| 7   | Bruno Kneubühler     | MBA        | +28.080   | 4      |
| 8   | Ricardo Tormo        | Sanvenero  | +33.950   | 3      |
| 9   | Maurizio Vitali      | MBA        | +42.100   | 2      |
| 10  | Gerhard Waibel       | Seel-MBA   | +42.800   | 1      |
| 11  | Alfred Waibel        | MBA        | +1:29.830 |        |
| 12  | Per-Edvard Carlsson  | Bakker-MBA | +1:30.320 |        |
| 13  | Matti Kinnunen       | MBA        | +1:40.100 |        |
| 14  | Willy Pérez          | MBA        | +1:51.780 |        |
| 15  | Jacky Hutteau        | MBA        | +1 ronde  |        |
| 16  | Henk van Kessel      | MBA        | +1 ronde  |        |
| 17  | Erich Klein          | MBA        | +1 ronde  |        |
| 18  | Peter Sommer         | MBA        | +1 ronde  |        |
| 19  | Giuseppe Ascareggi   | MBA        | +2 ronden |        |
| DNS | August Auinger       | Bartol     | Ketting   |        |
| DNF | Pier Paolo Bianchi   | Sanvenero  |           |        |
| DNF | Iván Palazzese       | MBA        |           |        |
| DNF | Theo Timmer          | MBA        |           |        |
| DNF | Hugo Vignetti        | Sanvenero  |           |        |
| DNF | Olivier Liégeois     | Sanvenero  | Val       |        |

### Top tien WK-tussenstand 125 cc
| Pos. | Coureur              | Motorfiets | Ptn. |
| ---- | -------------------- | ---------- | ---- |
| 1    | Ángel Nieto          | Garelli    | 45   |
| 2    | Jean-Claude Selini   | MBA        | 21   |
| 3    | August Auinger       | Bartol-MBA | 20   |
| 4    | Willy Pérez          | MBA        | 18   |
| 5    | Johnny Wickström     | MBA        | 17   |
| 6    | Pierluigi Aldrovandi | MBA        | 16   |
| 6    | Hans Müller          | MBA        | 16   |
| 8    | Ricardo Tormo        | Sanvenero  | 15   |
| 8    | Pier Paolo Bianchi   | Sanvenero  | 15   |
| 8    | Eugenio Lazzarini    | Garelli    | 15   |

## 50 cc
In deze openingsrace van de 50cc-klasse liet Stefan Dörflinger Eugenio Lazzarini twee ronden op kop rijden, maar toen nam hij de leiding over. In de derde ronde viel Ricardo Tormo, die met een gebroken pink gestart was, uit terwijl hij op de derde plaats lag. Het werd de spannendste race van de dag omdat er om de andere posities nog gestreden werd. Theo Timmer moest zijn derde plaats afstaan aan Claudio Lusuardi omdat zijn Bultaco water lekte en steeds warmer werd.

### Uitslag 50 cc
| Pos | Coureur             | Merk              | Tijd       | Punten |
| --- | ------------------- | ----------------- | ---------- | ------ |
| 1   | Stefan Dörflinger   | Krauser-Kreidler  | 34:57.770  | 15     |
| 2   | Eugenio Lazzarini   | Garelli           | +10.440    | 12     |
| 3   | Claudio Lusuardi    | Moto Villa        | +37.410    | 10     |
| 4   | Theo Timmer         | Bultaco           | +46.950    | 8      |
| 5   | Giuseppe Ascareggi  | Minarelli         | +53.740    | 6      |
| 6   | Jorge Martínez      | Bultaco           | +54.440    | 5      |
| 7   | George Looijesteijn | Kreidler          | +1:00.070  | 4      |
| 8   | Hans Spaan          | Van Veen-Kreidler | +1:00.900  | 3      |
| 9   | Rolf Blatter        | Kreidler          | +1:05.480  | 2      |
| 10  | Hagen Klein         | Massa Real        | +1:16.990  | 1      |
| 11  | Richard Bay         | Maico             | +1 ronde   |        |
| 12  | Ramón Galí          | Bultaco           | +1 ronde   |        |
| 13  | Yves Dupont         | Kreidler          | +1 ronde   |        |
| 14  | Giuliano Gerani     | BBFT              | +1 ronde   |        |
| 15  | Ingo Emmerich       | Kreidler          | +1 ronde   |        |
| 16  | Gerhard Waibel      | Schuster          | +1 ronde   |        |
| 17  | Gerhard Singer      | Kreidler          | +1 ronde   |        |
| 18  | Jos van Dongen      | Bultaco           | +1 ronde   |        |
| 19  | Henrique Sande      | Kreidler          | +1 ronde   |        |
| 20  | Thomas Engl         | Engl              | +1 ronde   |        |
| 21  | Reiner Koster       | Kreidler          | +2 ronden  |        |
| DNF | Ricardo Tormo       | Bultaco           | Drijfstang |        |
| DNF | Henk van Kessel     | Kreidler          | Big-end    |        |
| DNF | Rainer Kunz         | Kreidler          |            |        |

### Top tien WK-tussenstand 50 cc
| Pos. | Coureur             | Motorfiets        | Ptn. |
| ---- | ------------------- | ----------------- | ---- |
| 1    | Stefan Dörflinger   | Krauser-Kreidler  | 15   |
| 2    | Eugenio Lazzarini   | Garelli           | 12   |
| 3    | Claudio Lusuardi    | Villa             | 10   |
| 4    | Theo Timmer         | Bultaco           | 8    |
| 5    | Giuseppe Ascareggi  | Minarelli         | 6    |
| 6    | Jorge Martínez      | Bultaco           | 5    |
| 7    | George Looijesteijn | Kreidler          | 4    |
| 8    | Hans Spaan          | Van Veen-Kreidler | 3    |
| 9    | Rolf Blatter        | Kreidler          | 2    |
| 10   | Hagen Klein         | Massa-Real        | 1    |

1950 · 1951 · 1952 · 1953 · 1954 · 1955 · 1957 · 1958 · 1959 · 1960 · 1961 · 1962 · 1963 · 1964 · 1965 · 1966 · 1967 · 1968 · 1969 · 1970 · 1971 · 1972 · 1973 · 1974 · 1975 · 1976 · 1977 · 1978 · 1979 · 1980 · 1981 · 1982 · 1983 · 1984 · 1985 · 1986 · 1987 · 1988 · 1989 · 1990 · 1991 · 1992 · 1993 · 1994 · 1995 · 1996 · 1997 · 1998 · 1999 · 2000 · 2001 · 2002 · 2003 · 2004 · 2005 · 2006 · 2007 · 2008 · 2009 · 2010 · 2011 · 2012 · 2013 · 2014 · 2015 · 2016 · 2017 · 2018 · 2019 · 2020 · 2021 · 2022 · 2023 · 2024 · 2025